# تپه بالو
تپه بالو مربوط به دوران پیش از تاریخ ایران باستان است و در نازلوچای، داخل شهر واقع شده و این اثر در تاریخ ۱ آبان ۱۳۴۴ با شمارهٔ ثبت ۴۴۴ به‌عنوان یکی از آثار ملی ایران به ثبت رسیده است.